# Виртембергова касарна
Виртембергова касарна или Александрова касарна била је најрепрезентативнија грађевина аустријског Београда у близини истоимене капије на Београдској тврђави, отприлике у линији данашње Кнез Михаилове улице и Обилићевог венца.

## Положај
Виртенбергова или Александрова касарна, као највећа и најрепрезентативнија зграда у Београдској вароши (са три велика унутрашња дворишта), налазила се на потезу између некадашње кафане Руски цар и Змај Јовине улице и протезала се својом дужом страном, отприлике у линији данашње Кнез Михаилове улице и Обилићевог венца.
Испред касарне, у правцу Београдске тврђаве, отварао се велики пардни трг (Parade Platz, Platz D’arme) који је био намењен за смену страже, и увежбавање војске за параде и друге активности.

## Намена
Виртембергова касарна је првобитно планирана за смештај дванаест пешадијских батаљона. Међутим по њеној израдњи, која је окончана 1726. године преименована у резиденцију принца Александра
Виртембершког и касарну за смештај његова три гренадирска пука.

## Архитектура
Виртембергова касарна је била грађевина правоугаоне основе са 232 собе и три дворишта у њеном средишњем делу. Ова спратна грађевина са приземљем и два спрата одвојена венцима, у приземљу је била застакљена прозорима квадратног, а на спратовима правоугаоног облика. Прозори на спрату су се завршавали малим троугаоним забатима.
У Виртембергову касарну се улазило кроз врата на свим странама грађевине која су били у облику трема са терасом изнад њега. Мање мансарде са по једним прозором налазиле су се и на краћим (четири) и на дужим странама (шест).